# Acacia ulicifolia
Acacia ulicifolia là một loài thực vật có hoa trong họ Đậu. Loài này được (Salisb.) Court miêu tả khoa học đầu tiên.

## Hình ảnh

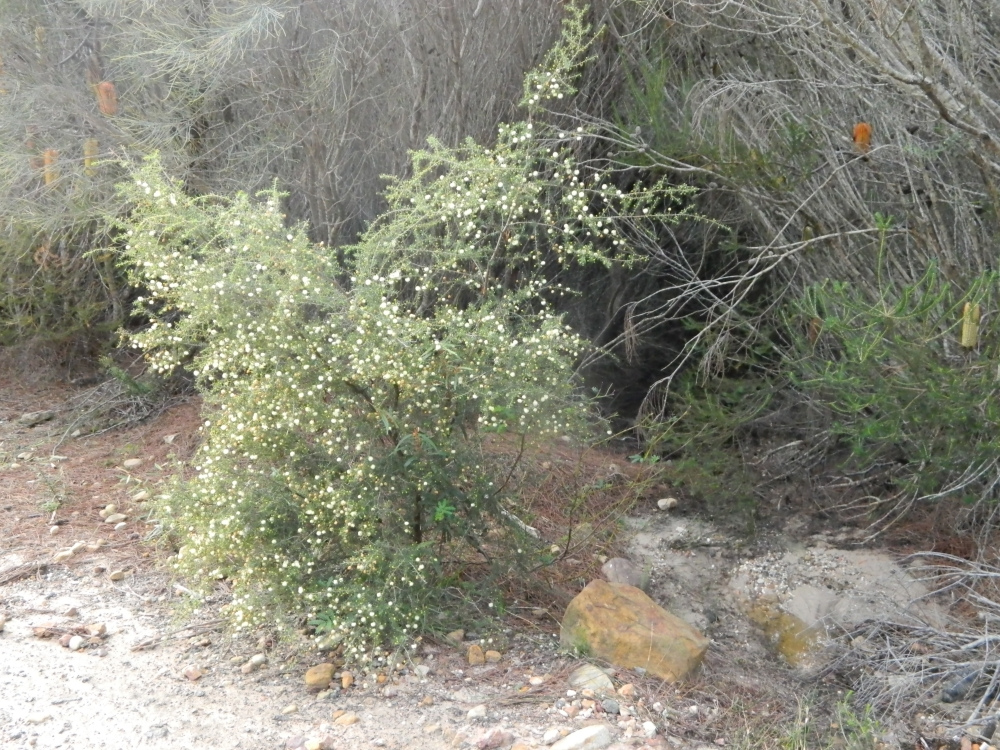